# Bergets grymma hemlighet
Bergets grymma hemlighet (även Jakten på bergets hemlighet) är en italiensk kannibalfilm från 1978 med bland andra Ursula Andress i rollistan.

## Handling
Susan Stevenson (Ursula Andress) ger sig ut i Nya Guineas djupa djungler för att söka efter sin make - en antropolog som försvunnit under en expedition. Stevenson misstänker att han kan ha gått till berget "Ra Ra Me", ett berg över vilket befolkningen tror en förbannelse vilar. Det stoppar dock inte Stevenson och hennes gäng.

## Om filmen
I egenskap av att vara en kannibalfilm så innehåller Bergets grymma hemlighet ett antal autentiska scener där djur dödas. Regissören Sergio Martino har i efterhand avslöjat att han bara spelade in dessa scener för att distributörerna krävde det.